# Слобозія-Сілішкань
Слобозія-Сілішкань, Слобозія-Сілішкані (рум. Slobozia Silișcani) — село у повіті Ботошані в Румунії. Входить до складу комуни Міхелешень.
Село розташоване на відстані 388 км на північ від Бухареста, 33 км на північний схід від Ботошань, 87 км на північний захід від Ясс.

## Населення
За даними перепису населення 2002 року у селі проживали 203 особи, усі — румуни. Усі жителі села рідною мовою назвали румунську.